# Ebonyi
Ebonyi è uno dei 36 stati della Nigeria, situato a sud-est della Nigeria con capitale Abakaliki. La regione è popolata prevalentemente da membri dell'etnia Igbo. Afikpo è la seconda città più grande dopo la capitale Abakaliki. Seguono le città di EDDA, Onueke, Nkalagu, Uburu, Onicha, Ishiagu, Amasiri e Okposi. Ebonyi è uno dei sei nuovi stati creati nel 1996 come parte delle vecchie divisioni dello Stato di Enugu e dello Stato di Abia.

## Suddivisioni
Lo stato di Ebonyi  è suddiviso in tredici aree a governo locale (local government areas):
- Abakaliki
- Afikpo North
- Afikpo South
- Ebonyi
- Ezza North
- Ezza South
- Ikwo
- Ishielu
- Ivo
- Izzi
- Ohaozara
- Ohaukwu
- Onicha